# Blauwgrijze schorsmycena
De blauwgrijze schorsmycena (Mycena pseudocorticola) is een schimmel uit de familie Mycenaceae. Hij behoort tot de saprotrofe schimmels. De vruchtlichamen zijn aanwezig gedurende de winterperiode. Ze zijn vooral te vinden op de bast van dode en levende stammen van loofbomen die begroeid zijn met mossen en korstmossen, vooral beuken, gewone es, gewone vogelkers, eik en wilg.

## Kenmerken
Hoed
De diameter van de hoed is 2 tot 12 mm. De hoed is halfbolvormig, parabolisch, breed conisch tot gewelfd, soms met een kleine umbo, vaak iets afgevlakt in het midden, gegroefd, halfdoorzichtig gestreept. Het oppervlak is glanzend, donkerblauw, blauwgrijs of grijs, dat met de leeftijd bruinachtig wordt. Bij jonge paddenstoeltjes lijkt de hoed enigszins bedekt met poeder. 
Lamellen
Er zijn 8 tot 14 lamellen die tot aan de steel reiken. De kleur is grijs tot bleek blauwgrijs of grijsachtig wit, wordt met de jaren bleek sepiabruin. De lamellen zijn vooral bij jonge exemplaren lichter dan de hoed en worden later donkerder van kleur. 
Steel
De steel heeft een lengte van 5 tot 25 mm en een dikte van 0,2 tot 1 mm. De steel is recht of gebogen en heeft vaak dezelfde kleur als de hoed. Het oppervlak is wollig bepoederd. De kleur loopt van grijs tot blauwgrijs en wordt bruiner met de loop der jaren. Naar boven toe wordt de steel lichter. De steel lijkt soms aan de onderkant behaard. De basis is dicht bedekt met lange, witte haartjes.
Geur
De zwam heeft geen kenmerkende geur.
Sporen
De sporen zijn clavaat, 4-sporig en geklemd of 2-sporig en klemloos, met dikke sterigmata tot 13 µm lang. De basidiosporen van 4-sporige basidia meten 8 tot 10,5 × 7,5 tot 10 µm en van 2-sporige basidia tot 13 × 12 µm. Het Q-getal, dat de verhouding aangeeft tussen de lengte en de breedte, is 1,1. De sporen zijn bolvormig tot subglobose, glad, amyloïde. De cheilocystidia meten 12 tot 54 × 6 tot 25 µm. Pleurocystidia zijn afwezig.

## Verspreiding
De blauwgrijze schorsmycena komt voor in Europa. Hij wordt ook gemeld in Noord-Amerika en Marokko. In Nederland en België is de soort algemeen. Hij wordt daar niet bedreigd en staat niet op de rode lijst.

## Foto's

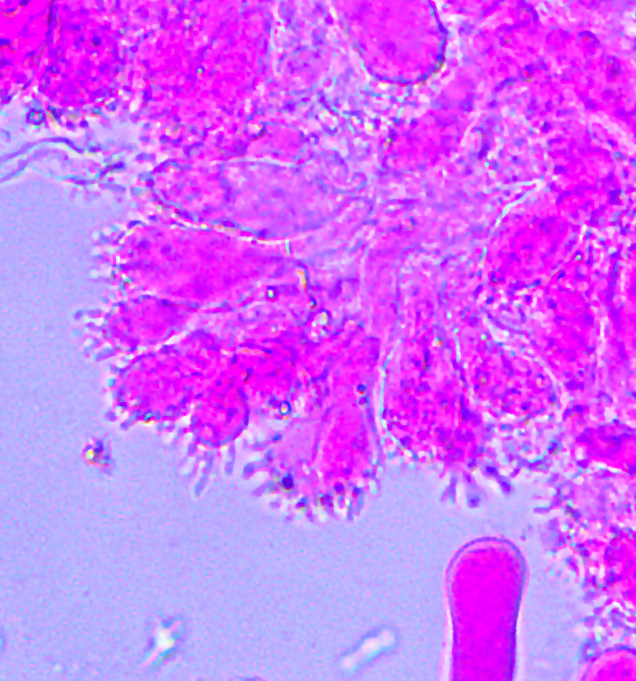
Cystidia